# Max Zimmermann (Politiker)
Friedrich Max Zimmermann (* 24. November 1900 in Langebrück; † 22. Januar 1972 in Großröhrsdorf) war ein deutscher Politiker. Er war von 1950 bis 1956 Abgeordneter der Volkskammer der DDR.

## Leben
Zimmermann, Sohn eines Arbeiters, besuchte die Volksschule und war als Landarbeiter und bis 1937 als Kutscher im Brauhaus Großröhrsdorf tätig. Von 1939 bis 1945 leistete er Kriegsdienst in der Wehrmacht. Nach dem Zweiten Weltkrieg erhielt er durch die Bodenreform eine Neubauernstelle in Großröhrsdorf im damaligen Kreis Kamenz. Er schloss sich 1946 der Vereinigung der gegenseitigen Bauernhilfe (VdgB) und der Sozialistischen Einheitspartei Deutschlands (SED) an. Zimmermann war VdgB-Kreisvorsitzender von Kamenz und wurde im Juni 1949 Landesvorsitzender der VdgB von Sachsen. Am 1. Juli 1949 wurde er auf dem 2. Deutschen Bauerntag in Ost-Berlin in den Vorstand der VdgB gewählt. Von 1951 bis Dezember 1955 war er Stellvertreter des Vorsitzenden der VdgB und gleichzeitig Vorsitzender der Zentralen Revisionskommission der VdgB. Im Dezember 1955 verlor er alle politischen Ämter.
Im Oktober 1950 und im Oktober 1954 wurde er als Mitglied der VdgB-Fraktion in die Volkskammer gewählt. Am 18. Januar 1956 erfolgte die Mitteilung über das Erlöschen des Mandats. Am 22. Januar 1951 wurde er auf dem 3. Kongress der Gesellschaft für Deutsch-Sowjetische Freundschaft (DSF) in den Vorstand der Gesellschaft gewählt. 1951 wurde er dem Ehrentitel Meisterbauer ausgezeichnet. 1954 war er LPG-Vorsitzender in Großröhrsdorf.
Im März 1955 erhielt er auf Beschluss der Zentralen Parteikontrollkommission (ZPKK) vom Politbüro des ZK der SED „wegen Täuschung der Partei“ eine Verwarnung. Er hatte eine Vorstrafe aus dem Jahr 1937 verschwiegen. Außerdem forderte das Politbüro, ihn von der Funktion des Vorsitzenden der Revisionskommission der VdgB zu entbinden, da die Doppelfunktion eines stellvertretenden Vorsitzenden des Zentralvorstandes der VdgB und gleichzeitig eines Vorsitzenden der Revisionskommission nicht von ein und demselben Genossen ausgeübt werden sollten.